# Староанглийский терьер
Староанглийский терьер (англ. Old English Terrier) — порода охотничьих собак. Была выведена в Англии, достигла наибольшей популярности в XIX веке.

## История породы
К XVII веку староанглийский терьер, также известный как чёрный терьер, разделялся на два типа — чёрный терьер с жёсткой шерстью и чёрный терьер с гладкой шерстью. Жесткошёрстная разновидность была выведена в Англии в XVII—XVIII веках. Чёрный терьер с гладкой шерстью, вероятно, был результатом скрещивания жесткошёрстной разновидности с терьерами с гладкой шерстью и другими гладкошёрстными английскими породами. К середине-концу XVIII века был создан гладкошёрстный тип старого чёрного английского терьера.
Староанглийский терьер был выведен и использовался в разведении на основе конкретной задачи и работы, для которой он был необходим. Это привело к изменениям в анатомии, шерсти и размере.

В разных частях острова были жёлтые терьеры, красные терьеры, чёрные терьеры, чёрно-подпалые терьеры, тигровые терьеры и сероватые терьеры; были большие терьеры весом от 30 фунтов до 40 фунтов, и даже один весом 50 фунтов, и также и маленькие терьеры до 9 фунтов; были терьеры с гладкой шерстью, жёсткой и курчавой шерстью; короче, было достаточно разновидностей терьеров, чтобы собрать целую коллекцию.— Герберт Комптон. «Собака двадцатого века», 1904

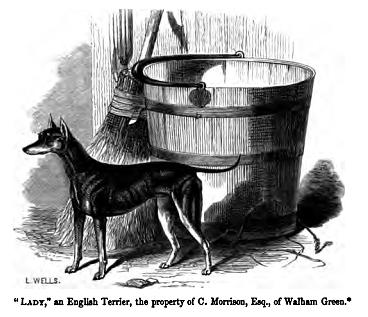
Гравюра староанглийский терьер

К началу XIX века староанглийский терьер получил распространение во всем мире. Генри Джордж Уорд в книге «Мексика» писал о своём суровом путешествии в Мексику и о стойкости, мужестве и выдающихся способностях чёрного терьера, которые сопровождали его в поездке в 1827 году. Восточный Спортивный журнал, в апреле 1828, напечатал стихотворение о старом английском терьере, который был убит тигром в Южном Конкане.
Название «староанглийский терьер» в разной степени применялось и применяется также к таким породам, как паттердейл-терьер, чёрно-подпалый терьер и манчестер-терьер. Однако это ошибочное использование термина, относящегося к единственной зарегистрированной под этим названием породе.

## Темперамент
Староанглийский терьер — рабочая и спортивная собака, с ярко выраженным добычным инстинктом и инстинктом преследования. Прекрасный атлет с выдающимися интеллектуальными способностями. Эта порода требует значительных умственных и физических нагрузок, особенно если содержится в качестве домашнего любимца. Очень дружелюбны к людям.